# ذخیره‌گاه طبیعی اورال شرقی
ذخیره‌گاه طبیعی اورال شرقی (انگلیسی: East Ural Nature Reserve) یک ذخیره‌گاه و منطقه حفاظت شده در استان چلیابینسک کشور روسیه است.